# Програм Војаџер
Војаџер је назив за породицу летелица за истраживање Сунчевог система која се састоји од две летелице Војаџера 1 и Војаџера 2. Лансиране су 1977. године да би се искористило повољно планетарно поравњање касних 70-их. Иако су званично дизајниране да проучавају само Јупитер и Сатурн, две сонде су биле у стању да наставе њихову мисију у спољашњи Сунчев систем. Оне су тренутно на курсу да евентуално изађу из Сунчевог система. Ове сонде су направљене у Лабораторији за млазни погон и финансиране су од стране НАСА. Обе мисије су сакупиле велику количину података о гасовитим џиновима соларног система, о којима се раније мало знало.
Према подацима из 2022. године, Војаџери су и даље у функцији иза спољне границе хелиосфере у међузвезданом простору. Они прикупљају и преносе корисне податке на Земљу.
Војаџер је урадио ствари које нико није предвидео, пронашао сцене које нико није очекивао и обећао да ће надживети своје проналазаче. Попут велике слике или трајне институције, он је стекао сопствено постојање, судбину ван домашаја његових руковаоца.— Stephen J. Pyne
Према подацима из 2022, Војаџер 1 се кретао брзином од 61,185 km/h (38,019 mph), или 17 km/s, у односу на Сунце, и био је удаљен 23.252.000.000 km (1,4448×1010 mi) од Сунца достижући удаљеност од 155,8 AU (23,3 billion km; 14,5 billion mi) од Земље од 10. фебруара 2022. године. Дана 25. августа 2012, подаци са Војаџера 1 су показали да је ушао у међузвездани простор.
Према подацима из 2022, Војаџер 2 се кретао брзином од 55,335 km/h (34,384 mph), или 15 km/s, у односу на Сунце, и био је 19.350.000.000 km (1,202×1010 mi) од Сунца достижући удаљеност од 130,1 AU (19,5 billion km; 12,1 billion mi) од Земље дана 10. фебруара 2022. године. Дана 5. новембра 2019, подаци са Војаџера 2 су указивали да је и он ушао у међузвездани простор. On 5 November 2019, data from Voyager 2 indicated that it also had entered interstellar space. Научници су 4. новембра 2019. известили да је 5. новембра 2018. сонда Војаџер 2 званично стигла до међузвезданог медијума (ISM), области свемира ван утицаја сунчевог ветра, као и Војаџер 1 2012. године.
Иако су Војаџери превазишли утицај соларног ветра, још увек имају дуг пут до изласка из Сунчевог система. НАСА указује да „ако дефинишемо наш соларни систем као Сунце и све што првенствено кружи око Сунца, Војаџер 1 ће остати унутар граница Сунчевог система све док не изађе из Ортовог облака за наредних 14.000 до 28.000 година.“
У августу 2018. NASA је потврдила, на основу резултата свемирске летелице Нови хоризонти, постојање „водоничког зида“ на спољним ивицама Сунчевог система који је први пут откривен 1992. од стране две свемирске летелице Војаџер.
Летелица Војаџер је направљена у Лабораторији за млазни погон у Јужној Калифорнији и финансирана од стране Националне управе за аеронаутику и свемир (NASA), која је такође финансирала њихова лансирања са Кејп Канаверала на Флориди, њихово праћење и све остало у вези са сондама.
Цена оригиналног програма била је 865 милиона долара, док је касније додата Међузвездана мисија Војаџер коштала додатних 30 милиона долара.

## Историја
Две свемирске сонде Војаџер првобитно су замишљене као део програма Маринер, те су тако првобитно назване Маринер 11 и Маринер 12. Затим су премештене у посебан програм под називом „Маринер Јупитер-Сатурн“, касније преименован у програм Војаџер, јер је сматрало да је дизајн две свемирске сонде довољно напредовао од дизајна породице Маринер да би заслужио засебно име.
Програм Војаџер је био сличан Планетарној великој тури планираном током касних 1960-их и раних 70-их. Намера Велике туре је била да се искористи поравнање спољашњих планета које је открио Гари Фландро, ваздухопловни инжењер у Лабораторији за млазни погон. Ово поравнање, које се дешава једном у 175 година, би се догодило касних 1970-их и омогућило би коришћење гравитационе асистенције за истраживање Јупитера, Сатурна, Урана, Нептуна и Плутона. Планетарна велика тура је требало да пошаље неколико парова сонди да лете поред свих спољашњих планета (укључујући Плутон, који се тада још сматрао планетом) дуж различитих путања, укључујући Јупитер-Сатурн-Плутон и Јупитер-Уран-Нептун. Ограничено финансирање окончало је програм Велике туре, али су елементи уграђени у програм Војаџер, који је испунио многе циљеве Великог обиласка, осим посете Плутону.
Војаџер 2 је био први лансирани објекат. Његова путања је дизајнирана да омогући прелет Јупитера, Сатурна, Урана и Нептуна. Војаџер 1 је лансиран након Војаџера 2, али дуж краће и брже путање која је дизајнирана да обезбеди оптималан прелет Сатурновог месеца Титана, за који се знало да је прилично велик и да поседује густу атмосферу. Овај сусрет је избацио Војаџер 1 из равни еклиптике, окончавајући његову планетарну научну мисију. Да Војаџер 1 није био у стању да изврши прелет Титана, путања Војаџера 2 је могла да буде измењена да би истражио Титан, избегавајући сваку посету Урану и Нептуну. Војаџер 1 није лансиран на путању која би му омогућила да настави до Урана и Нептуна, али је могао да настави од Сатурна до Плутона без истраживања Титана.